# Guntown
Guntown es un pueblo del Condado de Lee, Misisipi, Estados Unidos. Según el censo de 2000 tenía una población de 1.183 habitantes y una densidad de población de 100.8 hab/km².

## Demografía
Según el censo de 2000, había 1.183 personas, 443 hogares y 337 familias residiendo en la localidad. La densidad de población era de 100,8 hab./km². Había 482 viviendas con una densidad media de 41,1 viviendas/km². El 74,98% de los habitantes eran blancos, el 24,18% afroamericanos, el 0,34% asiáticos, el 0,42% de otras razas y el 0,08% pertenecía a dos o más razas. El 1,01% de la población eran hispanos o latinos de cualquier raza.
Según el censo, de los 443 hogares en el 45,4% había menores de 18 años, el 51,2% pertenecía a parejas casadas, el 21,0% tenía a una mujer como cabeza de familia y el 23,9% no eran familias. El 22,8% de los hogares estaba compuesto por un único individuo y el 9,7% pertenecía a alguien mayor de 65 años viviendo solo. El tamaño promedio de los hogares era de 2,67 personas y el de las familias de 3,12.
La población estaba distribuida en un 34,3% de habitantes menores de 18 años, un 7,0% entre 18 y 24 años, un 28,6% de 25 a 44, un 20,2% de 45 a 64 y un 9,9% de 65 años o mayores. La media de edad era 32 años. Por cada 100 mujeres había 89,9 hombres. Por cada 100 mujeres de 18 años o más, había 80,3 hombres.
Los ingresos medios por hogar en la localidad eran de 27.188 dólares ($) y los ingresos medios por familia eran 29.783 $. Los hombres tenían unos ingresos medios de 27.868 $ frente a los 20.375 $ para las mujeres. La renta per cápita para la ciudad era de 12.456 $. El 24,7% de la población y el 19,3% de las familias estaban por debajo del umbral de pobreza. El 34,5% de los menores de 18 años y el 17,9% de los habitantes de 65 años o más vivían por debajo del umbral de pobreza.

## Geografía
Según la Oficina del Censo de los Estados Unidos, la localidad tiene un área total de 11,8 km², todos ellos correspondientes a tierra firme.